# Petra Flanders stiftelse
Petra Flanders stiftelse eller Petras Flanders stiftelse för integrerad vård (PetraFoundation) är en stiftelse, som är grundad år 2002 i Borgå, Finland.
Stiftelsen är grundad för att skänka vägledning om olika alternativ åt patienter, som den traditionella vården inte mera kan hjälpa. Stiftelsen skall också sponsora forskningsprojekt inom medicinen eller den hälsovården.